# Flakführer Norditalien
Der Flakführer Norditalien war ein Kommandostab auf Brigadeebene der Luftwaffe im Zweiten Weltkrieg. Seine Aufstellung erfolgte im Herbst 1943 im Bereich des Luftflottenkommandos 2. Dem Flakführer Norditalien oblag die operative Führung der in diesem Gebiet stationierten Flakverbände. Deren Primäraufgabe bestand im Luftschutz der norditalienischen Rüstungsbetriebe und bestand aus dem Flak-Regiment 39 (Turin), dem Flak-Regiment 131 (Palermo) und dem Flak-Regiment 137. Einziger Kommandeur war Oberst Edler von Krziwanek. Im November 1943 wurde der Stab in den Brigadestab der 3. Flak-Brigade umgewandelt.